# BA-30
BA-30装甲車はソビエト連邦の装甲車である。

## 概要
BA-30はソ連で運用段階まで至った数少ないハーフトラック（半装軌車）である。しかし生産台数は少なく、後続車両らしきものも存在しない。
ハチマキ状のアンテナは車載のラジオ用のものであり、これによって情報伝達が行われた。燃料タンクの容積は115リットル。

## 運用
1937年に労農赤軍に制式採用された。
ソ連において装甲車は大半が軽装甲であり、BA-30も装甲の面では軽装甲車レベルであったが、ハーフトラックであった為に不整地における走行性能については他のBAシリーズとは一線を画していた。
特に不整地での運用が大きな仇となり、多くの装甲車が失われることになる冬戦争においては数少ない安定した運用が出来る車両であり、砲兵トラクターとしても運用されている。
独ソ戦の時点でも本車を除くハーフトラックをソ連は国産していなかったが、ソ連がハーフトラックを必要とする段階で既にレンドリース法によってアメリカからM3ハーフトラック（正確には廉価版のM5やM9）が大量に供給されていたので無理に国産のハーフトラックを改めて開発する必要がなかった。